# ادبیات معاصر افغانستان

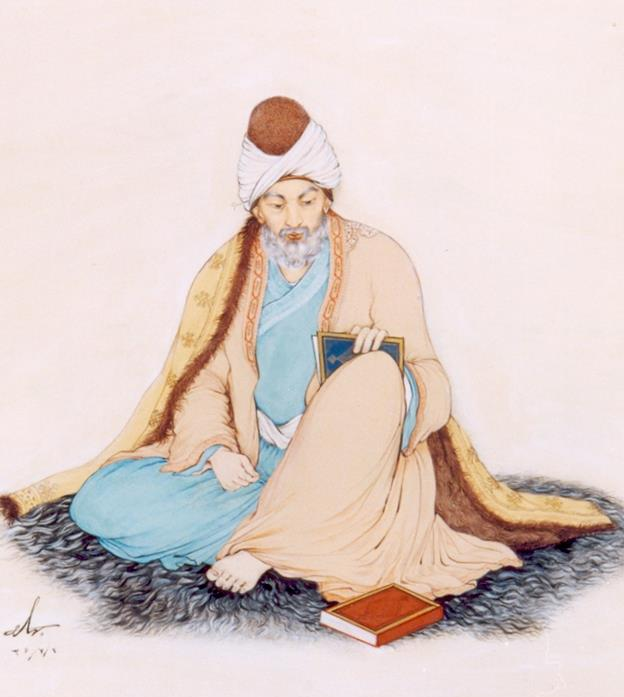
جلال‌الدین محمد بلخی معروف به مولانا

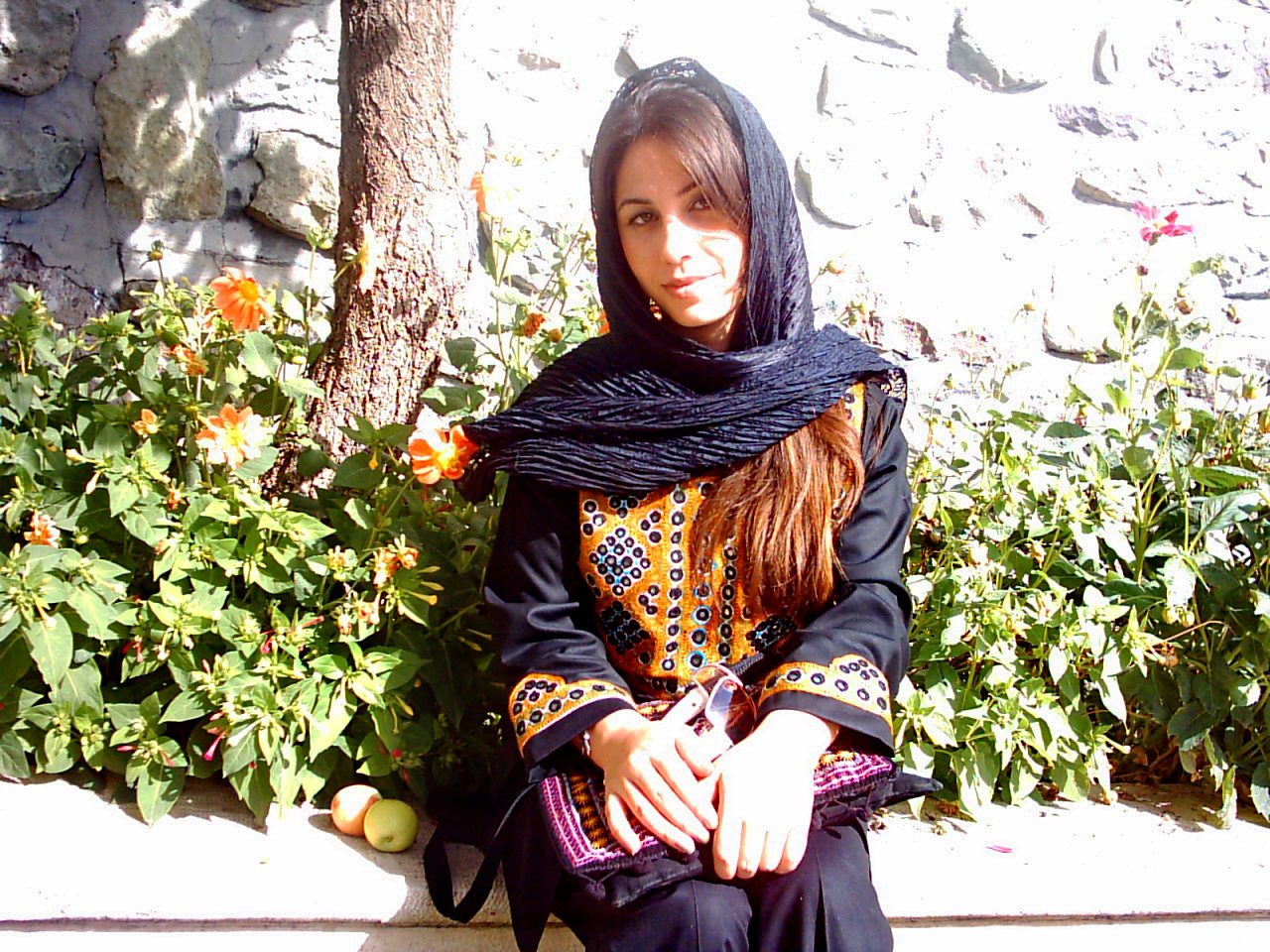
حمیرا قادری

ادبیات معاصر افغانستان به یک جریان فرهنگی در دورهٔ تاریخی معاصر افغانستان اشاره دارد که در ادبیات این کشور پدیدار شده‌است. تاریخ ادبیات افغانستان تا سال ۱۱۶۰ هجری شمسی و آغاز پادشاهی احمد شاه درانی با ایران مشترک است و از آن زمان به صورت مستقل ادامه داشته‌است. زبان فارسی به علت سابقه کهن و کاربرد گسترده آن همواره زبان حکومتی و مورد استفاده ادبا و دانشمندان افغانستان بوده‌است.
در قانون اساسی ۱۳۴۳ خورشیدی / ۱۹۶۴ میلادی، نام فارسی دری و پشتو به عنوان زبان‌های رسمی افغانستان آمده‌است. احیای واژهٔ کهن دری به این معنی است که در بعضی از دیدگاه‌ها، ناحیه شرقی که منطبق بر افغانستان یا خراسان است مهد این زبان تصور می‌شود. از این رو واژهٔ فارسی دری به معنای زبانِ فارسی است که در افغانستان تکلم می‌شود.

## پیش‌زمینه
بعضی از بزرگان ادب فارسی از سرزمین‌هایی آمده‌اند که امروزه در کشور افغانستان واقع است مانند مولانا جلال الدین بلخی، انوری، ناصر خسرو قبادیانی، عنصری از شهر بلخ، سنایی غزنوی از شهر غزنی، و خواجه عبدالله انصاری از هرات.

محمود طرزی (۱۳۸۵–۱۲۸۲ ق. /۱۹۳۳–۱۸۶۵) به همراه همسرش، طرزی روزنامه‌نگار و روشنفکر افغان بود.

پس از کشته شدن نادرشاه افشار (۱۱۶۰ ه‍.ق /۱۷۴۷ میلادی)، و تشکیل دولت مستقل افغانان توسط احمدشاه دُرّانی (سلطنت ۱۱۲۶ش/۱۷۴۷م-۱۱۸۶ق/۱۷۷۲م)، خراسان همچنان نقش دیرینهٔ خود را به عنوان مرکزیت ادبیات فارسی و انتقال‌دهندهٔ جریان ادبی میان فرارود (ماوراءالنهر) و هندِ گورکانی ادامه می‌داد و تا پیش از صفویان، ارتباط ادبی میان ایران و هند از این راه صورت می‌گرفت. تحولات سیاسی، هم در ایران و هم در افغانستان، پس از نادرشاه افشار، و در طی سده‌های اخیر، به کاهش و حتی قطع روابط ادبی افغانستان با ایران انجامید. اما نقش مناطق شرقی خراسان در انتقال فرهنگ و ادبیات فارسی میان فرارود و هند تا حدود سال ۱۹۲۰/۱۳۳۸ ادامه یافت.
در دوره‌های یادشده، سبک هندی در ادبیات فرارود، خراسان و مناطق غربی پاکستان نقش برجسته‌ای داشت. عبدالقادر بیدل (۱۰۵۴–۱۱۳۳ / ۱۶۴۴–۱۷۲۰) در نظم و نثر از بهترین نمونه‌های سبک هندی و از بنیان‌گذار این سبک به‌شمار می‌آید. آثار وی در ماوراءالنهر و افغانستان، در میان مردم محبوبیت دارد، چنان‌که برخی ترانه‌های عامیانهٔ مردم ماوراءالنهر و افغانستان برگرفته از اشعار بیدل است، ولی در ایران کمتر از او یاد می‌شود.
قُطب‌الارشاد به عربی و طریق الارشاد به فارسی، از آثار میا فقیرالله جلال‌آبادی شکارپوری (متوفی ۱۷۸۱/۱۱۹۵) پیرامون موضوع عرفان است. از سعدالدین احمد انصاری کابلی (۱۱۴۰–۱۲۲۵ / ۱۷۲۷–۱۸۱۰) نیز معدن‌الاسرار، که تفسیری از قرآن است و تألیف آن در (۱۱۷۳ / ۶۰–۱۷۵۹) تکمیل شده و همچنین حقائق‌المعارف، اثری منظوم به سبک مثنوی مولانا بلخی، و شورِ عشق، که یک دیوان شعر است بجای مانده‌است.

## پیشینه
در عصر تیمورشاه درانی (سلطنت ۱۲۰۷–۱۱۸۷ / ۹۳–۱۷۷۲)، فرزند احمدشاه، هنوز سنت‌های دیوانی و آرایه‌ها و پیرایه‌های دربارهای پیشین رعایت می‌شد. تیمورشاه به شعر علاقهٔ داشت و به پیروی از حافظ، بیدل و صائب غزل می‌گفت. علاقهٔ او به شعر و ادب فارسی دری به حدی بود که گاهی مناصب حکومتی را به شاعران واگذار کرده بود. عایشه دُرانی، محمدرضا برنابادی، الله‌ویردی حیرت و میرهوتک افغان از شاعران و ادیبان این عصر و صاحب سمت‌های دولتی بودند. آوازهٔ شعردوستی دودمان دُرانی به حدی بود که برخی از سخنوران فارسی‌گوی از ایران، به قصد پیوستن به دربار او روانهٔ کابل می‌شدند. محمدحسین فروغی از این گروه هستند.

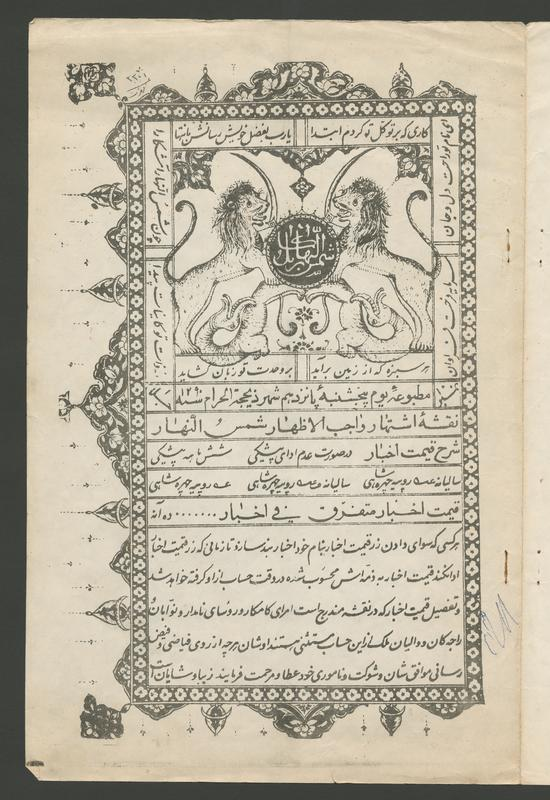
برگ نخست جریدهٔ شمس‌النهار، نخستین روزنامهٔ خراسان (افغانستان) که در زمان سلطنت امیر شیرعلی‌خان، میان سال‌های ۱۸۷۷–۱۸۷۳ به نشر می‌رسید.

حاذقه هروی (متوفی ۱۲۵۹/۱۸۴۳) یکی دیگر از شاعران این دوره است که از وی یک دیوان از یوسف و زلیخا (که در سال ۱۲۳۹/۱۸۲۳ تکمیل شد) به‌جای مانده‌است. سردار مهردل مشرقی (۷۱–۱۲۱۲ / ۱۷۹۸–۱۸۵۴)، فرزند سردار پاینده‌خان است که به پیروی از سبک صائب و بیدل شعر می‌گفت و از وی دیوان شعری به‌جای مانده‌است. دو پیرو دیگر سبک بیدل، سردار غلام‌محمد طرزی (۱۹۰۰–۱۸۳۰) و فرزندش محمدامین عندلیب (۹۲–۱۲۷۲ / ۷۵–۱۸۵۵) هستند که محمدامین عندلیب علی‌رغم عمر کوتاهش از خود دیوان شعری به‌جای گذاشته‌است. میرزا محمدنبی واصل (۱۲۴۴–۱۳۰۹ / ۹۲–۱۸۲۸)، ملقب به دبیرالمُلک، از شاعران پارسی‌گوی و دبیر دربار امیر شیرعلی‌خان و عبدالرحمن‌خان، پادشاهان خراسان قدیم و افغانستان امروز بود. او در شعر فارسی پیرو حافظ بود و به سبک عراقی می‌پرداخت.
در افغانستان دو تحول در حوزهٔ ادب این کشور رُخ داد: یکی در حدود سال ۱۸۵۰ به این طرف، زمانیکه آثار ادبیات فارسی در ابتدا در هند و سپس در کابل، بخارا، خجند، و تاشکند چاپ می‌شد و تحول دوم در آغاز سدهٔ بیستم به‌وقوع پیوست، زمانیکه تأسیس چاپخانه در کابل، انتشار روزنامه را ممکن ساخت. مکتوباتی به زبان فارسی، که با مکتوبات هندی تشابه دارد، در دورهٔ شیرعلی‌خان و عبدالرحمن‌خان به چاپ رسید. از آن جمله، پادشاهان متاخرین خراسان (افغانستان)(تکمیل در ۱۳۰۷ / ۹۰–۱۸۸۹: که در سال ۱۳۳۶ ش. /۱۹۵۷ دوباره به چاپ رسید)، اثری از یعقوب علی خافی، و تتمة البیان فی تاریخ الافغان سید جمال‌الدین اسدآبادی، و سراج‌التواریخ از فیض‌محمد کاتب هزاره که به خط خودِ فیض‌محمد کاتب هزاره نوشته شده و نوشتن آن در سال ۱۳۰۴ خورشیدی به پایان رسیده و امروز در آرشیو ملی افغانستان نگهداری می‌شود.) نخستین روزنامه افغانستان، شمس‌النهار است که میان سال‌های ۱۲۸۰ / ۶۴–۱۸۶۳ در کابل، در دورهٔ سلطنت شیرعلی‌خان به فارسی به چاپ می‌رسید، اما سبک و ترتیب آن از نشریات هندی نمونه‌برداری شده بود.
در دوران امیر حبیب‌الله در حوزهٔ ادبیات پیشرفت‌هایی به وقوع پیوست ولی ظهور محمود طرزی (۱۲۸۲–۱۳۸۵ / ۱۸۶۵–۱۹۳۳) در قلمرو ادب و فرهنگ، نقطهٔ عطفی به‌شمار می‌رود و سبب تحول در این حوزه در دهه‌های پس از ۱۳۲۰ خورشیدی شد. وی که بیشتر دوران جوانیش را در دمشق و استانبول گذرانده بود، به ادبیات فارسی رنگ و گونهٔ خاور میانهای (بجای هندی) داد. طرزی چندین اثر را از تُرکی به فارسی ترجمه کرد، که آثاری از ژول وِرن (Jules Verne) از آن جمله بود. وی از سال ۱۳۲۹/۱۹۱۱ تا ۱۳۳۶/۱۹۱۸ جریدهٔ سراج‌الاخبار را به نشر رسانید و مقاله‌های او در این نشریه از جمله پیش‌زمینه‌های اندیشهٔ تجددطلبی در خراسان افغانستان محسوب می‌گردد. سراج‌الاخبار به سبب مبارزه با استعمار بریتانیا، دفاع از آزادی زنان، نشر ادبیات فارسی و زبان‌های انگلیسی، فرانسوی و آلمانی و کمک به رشد پدیدهٔ ترجمه در افغانستان، یکی از جراید ممتاز منطقه به‌شمار می‌آید و تأثیر آن بر فارسی‌زبانان آسیای میانه، شبه‌قاره هند و ترکیه محقق می‌نماید. این نشریه در پرورش حس وطن‌خواهی و «ملیت افغان» نیز مؤثر بوده‌است. تغییر نام سراج الاخبار به سراج الاخبار افغانیه، و نیز تغییر نام مدیر آن از محمود طرزی به محمود افغانی، گویای گرایش وطن‌خواهانهٔ این نشریه و تأثیر آن در رشد ملی‌گرایی افغان است.
در دوران شاه امان‌الله (سلطنت ۱۳۰۸–۱۲۹۸ / ۲۹–۱۹۱۹) حدود ۲۳ روزنامه یا مجلهٔ منتشر می‌شد. امان افغان (۱۳۳۷/۱۹۱۹) از مهم‌ترین آن‌ها بود که در کابل به چاپ می‌رسید. از آن جمله نشریات اصلاح (۱۳۴۷/۱۹۲۹)، طلوع افغان، اتفاق اسلام، الغازی، ابلاغ، ارشاد النسوان، آیینهٔ عرفان، نوروز می‌باشد. نشریهٔ انیس (۱۳۴۵/۱۹۲۷) به مدیریت محیی‌الدین انیس، نخستین نشریهٔ سیاسی، فرهنگی و اقتصادی کشور به‌شمار می‌آمد. در بعضی از نشریه‌های این دوره مانند نشریه حقیقت میزان قابل توجهی شعر معاصر به چاپ رسیده‌است.
تجددطلبی امان‌الله خان، خصوصاً پس از سفر هفت ماههٔ او به غرب (۱۳۰۶ش/۱۹۲۷م) آشنایی افغانستان را با زبان و ادبیات غرب بیشتر کرد. شاعران و نویسندگان این دوره به مضامین و مسائل اجتماعی روی آوردند و در دفاع از استقلال ملی و ملیت نوشتند. بعضی از شاعران این دوره چون محمود طرزی فقط توفیق یافتند تا در نظم جای کلمات شاعرانه می و پیاله و لاله و خط و خال شعر کهن را با واژه‌های ناشاعرانه توپ، تفنگ، الکتریک، تلگراف و… پر کنند که همین مقدار دگرگونی هم در شعر روزگار امان‌الله، گامی به پیش تصور می‌شد. شاعرانی چون عبدالعلی مستغنی (۱۲۵۲–۱۳۱۲ش) طرفدار محمود طرزی در شعر بودند و مسائل روز را وارد شعر کلاسیک کردند. از دیگر شاعران این دوره می‌توان از عبدالهادی داوی، متخلص به پریشان نام برد که به پیروی از سبک عراقی قصیده می‌گفت. وی اشعار اقبال لاهوری (به زبان اردو) را با عنوان لا¸لی ریخته به نظم فارسی ترجمه کرد. قاری عبدالله (د ۱۳۲۲ش/۱۹۴۳م) نیز از دانشمندان ادیب عصر امانی است که در شعر، خود را «شیفتهٔ طرز بیدل و کلیم» معرفی می‌کرد.
یکی از اهداف محمود طرزی، که در مجموع توفیقی نداشت، واداشتن شاعران به پرداختن به موضوعات مدرن اجتماعی، فرهنگی و سیاسی بود. شاعرانی چون عبدالعلی مُستغنی (۱۲۹۲–۱۳۵۲ / ۱۸۷۵–۱۹۳۳)، و حتی قاری عبدالله (۱۲۸۸–۱۳۲۲ خ. /۱۸۷۱–۱۹۴۳) و صوفی عبدالحق بیتاب (۱۳۳۰ خ. /۱۹۵۱) طرفدار محمود طرزی در شعر بودند و مسائل روز را وارد شعر کردند، اما همین شاعران بیشتر غزلیات را به سبک هندی می‌سرودند. قاری و بیتاب، در عهد سلطنت ظاهرشاه لقب ملک‌الشعرا یافتند. میر محمدعلی آزاد کابلی (۱۲۵۸–۱۳۲۳ خ. /۱۸۴۲–۱۹۴۴)، پاینده محمد فرحت، عبدالغفور ندیم (۱۲۹۸–۱۳۴۴ خ. / ۱۸۸۱–۱۹۲۶)، غلام‌حضرت، شائق جمال، و غلام‌محمد نوید از دانشمندان ادیب عصر امانی هستند که به سبک هندی وفادار ماندند. گفتنی است در میان ادیبان نقاد و طنزنویس این دوره باید از محمداسماعیل سیاه، متخلص به گوزک یاد کرد. از او دیوانی در هرات در سال ۱۳۱۰ خ. /۱۹۳۱ به چاپ رسید.
از شاعران معاصر، خلیل‌الله خلیلی، عبدالرحمن پژواک، عبدالحکیم ضیائی، محمدعثمان صدقی رزاق رویین، عبدالقهار عاصی، واصف باختری، محمدعاقل بیرنگ کوهدامنی، عارف پژمان، لطیف پدرام، ضیا قاضی‌زاده، محمدیوسف آیینه، رحیم الهام، غلام مجدد سلیمان لایق، محمد حسن بارق شفیعی، رفعت حسینی، عبدالحی آرین‌پور رستاقی، محمدآصف فکرت هروی، سعادتملوک تابش، و حیدری وجودی پنجشیری هستند.
از دیگر ادیبان افغان در عرصه‌های دیگر ادبیات می‌توان از میرغلام‌محمد غبار، احمدعلی کُهزاد، میرمحمدصدیق فرهنگ و عبدالحی حبیبی در عرصهٔ تاریخ‌نگاری؛ عبدالحکیم رستاقی|عبدالحکیم رُستاقی، خان‌محمد خسته، صلاح‌الدین سلجوقی، عبدالرؤف فکری سلجوقی، غلام‌حبیب نوابی، غلامرضا مایل هروی، محمدیعقوب واحدی جوزجانی، روان فرهادی، نگهت سعیدی، سید مخدوم رهین در عرصهٔ تاریخ و نقد ادبی؛ شاه علی‌اکبر شهرستانی، قیوم قویم، فیض‌الله ایماق، عنایت‌الله شهرانی در عرصهٔ فولکلور و فرهنگ عامه؛ رشید لطیفی و محمدعلی رونق در عرصهٔ نمایش‌نامه نویسی؛ سید بهاءالدین مجروح در عرصهٔ داستان‌نویسی رؤیایی-تخیلی؛ و اسدالله حبیب، محمد اکرم عثمان و محمد اعظم رهنورد زریاب، سپوژمی زریاب و مریم محبوب در عرصهٔ داستان‌های کوتاه، یاد کرد.
علاوه بر روزنامه‌نگاری نوین، رادیو (از سال ۱۳۱۹ خ. /۱۹۴۰) و تلویزیون (از سال ۱۳۵۶ خ. /۱۹۷۷) هم مسولیت‌های تازه‌ای را بر نویسندگان افغان افزوده‌است. پس از روی‌کارآمدن دولت مارکسیستی در افغانستان در سال ۱۳۵۷ خ. /۱۹۷۸، ادبیات و نویسندگی در افغانستان هم از زبان و اندیشه‌های اتحاد جماهیر شوروی متأثر بود. ادبیات کمونیستی حزب توده ایران، که از حدود ۱۳۳۹ خ. /۱۹۶۰ در آثار حزب خلق افغانستان نفوذ کرده‌بود، اینک در انتشارات دولتی به‌طور گسترده بکار برده می‌شد.
جنگ‌های داخلی و ورود ارتش سرخ به افغانستان (۱۳۵۸ خ. /۱۹۷۹)، امواج مهاجران آن کشور را به سوی ایران، پاکستان و کشورهای آمریکایی و اروپایی سرازیر ساخت. ادیبان، محققان و نویسندگان کشور در دوران مهاجرت به تحقیقات ادبی، تاریخی، زبان‌شناختی و… توجه کرده‌اند و زمینه‌های فرهنگی را خصوصاً در ایران، پاکستان و آمریکا، و در سال‌های اخیر در تاجیکستان و آلمان نیز، ادامه داده‌اند.